# Wielbrandowo
Wielbrandowo – wieś kociewska w Polsce położona w województwie pomorskim, w powiecie starogardzkim, w gminie Skórcz przy drodze wojewódzkiej nr 234.
Wieś królewska w starostwie osieckim w powiecie nowskim  województwa pomorskiego w II połowie XVI wieku. W latach 1975–1998 miejscowość administracyjnie należała do województwa gdańskiego.